# Tritonal

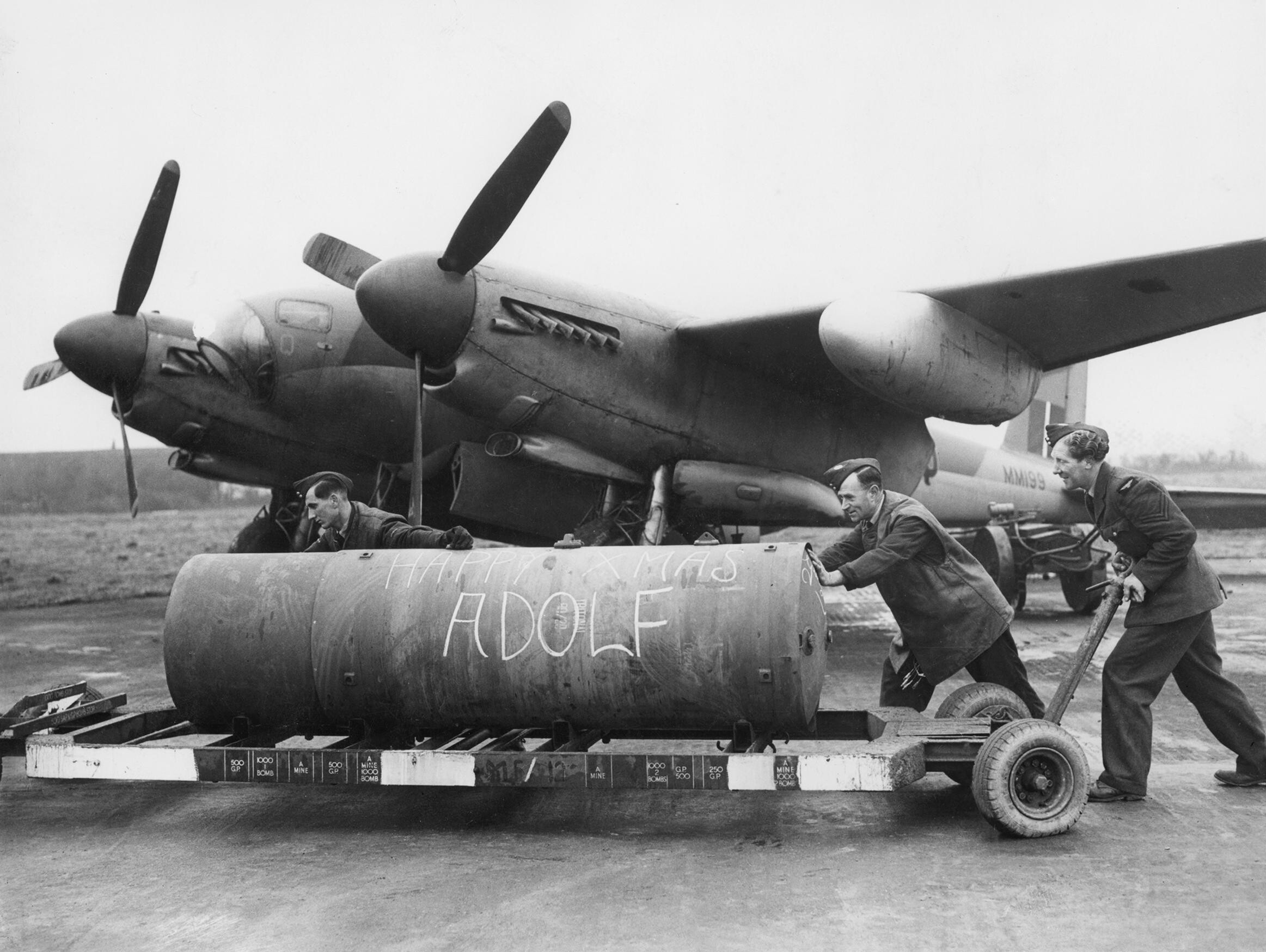
La imatge correspon a un artefacte explosiu que utilitza tritonal

Tritonal és una barreja d'un 80% de TNT i un 20% de pols d'alumini, emprat en diversos tipus d'artefactes explosius com ara les bombes llançades des de l'aire. L'alumini millora la producció total de calor i per tant, l'impuls del TNT - la longitud de temps durant el qual l'ona expansiva és positiva. El Tritonal és aproximadament un 18% més poderós que el TNT tot sol.
Els 87 kg de tritonal d'una bomba Mark 82 poden produir aproximadament 836,98 MJ d'energia.